# Zweitmarke
Eine Zweitmarke ist die Variante einer oder mehrerer anderer im gleichen Produktbereich angebotenen Marken, die hinsichtlich Preis und gegebenenfalls Qualität vereinfacht wurden.
Die Positionierung der Zweitmarke erfolgt meist in deutlicher Abgrenzung zur Erstmarke, zum Beispiel durch die Betonung anderer Markenattribute oder einen erheblich günstigeren Preis.
Im Falle einer qualitativ oder preislich höher angesiedelten Marke spricht man von einer Premiummarke.
Eine Zweitmarke ist nicht mit einer Submarke oder einer Handelsmarke zu verwechseln. Einige ursprünglich selbstständige Marken sind durch Unternehmensaufkäufe zu Zweitmarken geworden.